# Championnat d'Afrique masculin de volley-ball des moins de 21 ans
Le Championnat d'Afrique de volley-ball masculin des moins de 21 ans est une compétition réservée aux équipes nationales des moins de 21 ans, elle se déroule tous les deux ans et est organisée par la Confédération Africaine de Volleyball.

## Tableau des médailles
| Rang | Pays     | Médaille d'or | Médaille d'argent | Médaille de bronze | Total |
| 1    | Tunisie  | 10            | 4                 | 1                  | 15    |
| 2    | Égypte   | 4             | 8                 | 2                  | 14    |
| 3    | Algérie  | 3             | 2                 | 1                  | 6     |
| 4    | Maroc    | 1             | 3                 | 7                  | 11    |
| 5    | Maurice  | 0             | 1                 | 0                  | 1     |
| 6    | Cameroun | 0             | 0                 | 2                  | 2     |
| 7    | Angola   | 0             | 0                 | 1                  | 1     |
| 7    | Botswana | 0             | 0                 | 1                  | 1     |
| 7    | Rwanda   | 0             | 0                 | 1                  | 1     |

## Palmarès détaillé
| Année | Organisateur     | Champion | Finaliste | Troisième | Quatrième      |
| ----- | ---------------- | -------- | --------- | --------- | -------------- |
| 1984  | Égypte           | Tunisie  | Égypte    | Cameroun  |                |
| 1986  | Algérie          | Algérie  | Égypte    | Tunisie   |                |
| 1988  | Maurice          | Algérie  | Maurice   | Angola    |                |
| 1990  | Tunisie          | Tunisie  | Algérie   | Maroc     |                |
| 1992  | Égypte & Tunisie | Tunisie  | Égypte    |           |                |
| 1994  | Tunisie          | Algérie  | Tunisie   | Maroc     |                |
| 1996  | Tunisie          | Tunisie  | Maroc     | Égypte    |                |
| 1998  | Afrique du Sud   | Tunisie  | Maroc     | Cameroun  | Afrique du Sud |
| 2000  | Tunisie          | Tunisie  | Égypte    | Botswana  |                |
| 2002  | Égypte           | Égypte   | Tunisie   | Algérie   | Soudan         |
| 2004  | Nairobi          | Maroc    | Tunisie   | Égypte    | Kenya          |
| 2006  | Casablanca       | Égypte   | Tunisie   | Maroc     | Soudan         |
| 2008  | Tunis            | Tunisie  | Égypte    | Maroc     | Kenya          |
| 2010  | Misurata         | Tunisie  | Égypte    | Maroc     | Rwanda         |
| 2013  | Sidi Bou Saïd    | Tunisie  | Égypte    | Rwanda    | Maroc          |
| 2015  | Le Caire         | Égypte   | Algérie   | Maroc     |                |
| 2017  | Casablanca       | Égypte   | Maroc     |           |                |
| 2018  | Abuja            | Tunisie  | Égypte    | Maroc     | Rwanda         |

## Résultats détaillés

### Championnat d'Afrique 1986
La première édition s'est déroulée du 14 au 18 aout 1986 dans la salle omnisports du 8 mai 1945 à Sétif en Algérie. Parmi les résultats, on trouve, :
- jeudi 14 aout 1986 :  Algérie 3-0  Maurice
- vendredi 15 aout 1986 :  Égypte vs.  Tunisie

### Championnat d'Afrique 1990
La troisième édition s'est déroulée en juillet 1990 à Kélibia en Tunisie. Parmi les résultats, la Tunisie s'impose le jeudi 26 juillet 1990 face à l'Algérie 3 à 1 (15-8, 15-2, 13-15, 15-09).
Le classement final est :
- Tunisie, 4 pts
- Algérie, 3 pts
- Maroc, 2 pts